# بارك وو جين
بارك وو جين (الكورية: 박우진؛ هانجا: 朴佑鎮) ، (المعروف باسم وو جين (بالإنجليزية: Woo-jin) ، هو مغني وكاتب الأغاني الراب الكوري الجنوبي. ولد في 2 نوفمبر 1999 في بوسان، كوريا الجنوبية. احتل المركز السادس في الموسم الثاني من إنتاج 101، ليصبح عضوًا في مجموعة المشروع وناوان. وهو حاليًا عضو في مجموعة الفتيان اي بي 6 ايكس.

## روابط خارجية
- بارك وو جين على موقع IMDb (الإنجليزية)
- بارك وو جين على موقع ميوزك برينز (الإنجليزية)